# Meiolaniidae
Meiolaniidae é uma família de tartarugas pertencentes à subordem Cryptodira. Atualmente não existe nenhum exemplar vivo, visto que se extinguiram já no Pleistoceno. Os Meiolaniidae eram animais herbívoros que habitavam as selvas tropicais da Austrália, no Oligoceno da era Cenozoica (entre 36 milhões de anos e 23 milhões de anos atrás). O género mais conhecido desta família é o Meiolania.
Inicialmente pensou-se que a família era originária da Austrália, no entanto a descoberta de géneros pertencentes à família Meiolaniidae como Crossochelys na Argentina da época Eoceno da era Cenozoica (há cerca de 55 e 36 milhões de anos atrás) sugere que a família teria aparecido já antes da ruptura do Gondwana, durante o período do Jurássico Superior da era Mesozoica e início do Cretáceo.